# Dendrobium aureicolor
Dendrobium aureicolor är en orkidéart som beskrevs av Johannes Jacobus Smith. Dendrobium aureicolor ingår i släktet Dendrobium, och familjen orkidéer. Inga underarter finns listade i Catalogue of Life.